# Ivan Jaf
Ivan Jaf é escritor, roteirista, redator e editor brasileiro. Autor de mais de 60 livros de ficção para o público infantojuvenil, premiado pela União Brasileira dos Escritores, Fundação Nacional do Livro Infanto Juvenil e duas vezes finalista do Prêmio Jabuti.

## Biografia
Ivan Jaf nasceu no Rio de Janeiro, em 1957. É autor de mais de 60 livros de ficção para o público infantojuvenil, premiado pela União Brasileira dos Escritores,  Fundação Nacional do Livro Infanto Juvenil e duas vezes finalista do Jabuti. É roteirista de histórias em quadrinhos, com trabalhos publicados em revistas brasileiras e italianas, em parcerias com renomados ilustradores como Solano López, Guazzelli, Gustavo Rosa e Luiz Gê, e foi diversas vezes finalista do prêmio HQMIX. Escreve roteiros para cinema, acumulando prêmios como o Sundance Institute - USA/98; Melhor Curta-Metragem - Festival Cinema Brasil in Tokyo 2007 e Melhor Curta-Metragem Brasileiro - 7º Festival de Cinema Brasileiro de Paris e Melhor Animação Brasileira/ RJ e SP/ Anima Mundi 2003. Como dramaturgo, tem diversas peças encenadas, com direção de Nelson Xavier, Amir Haddad entre outros, e texto premiado e publicado pela Funarte/2005.

## Livros  publicados
- O menino que caiu no buraco"[1]
- Dez dias de cortiço, recebeu o prêmio Acervo Básico FNLIJ 2004.[2]